# ساندرا هس
ساندرا هس (انگلیسی: Sandra Hess؛ زادهٔ ۲۷ مارس ۱۹۶۸) یک هنرپیشه اهل سوئیس است. وی از سال ۱۹۹۲ میلادی تاکنون مشغول فعالیت بوده‌است.
از فیلم‌ها یا برنامه‌های تلویزیونی که وی در آن نقش داشته است می‌توان به مورتال کامبت: نابودی، انسینو من اشاره کرد. ساندرا هس یک وبگاه شخصی با همین نام دارد که به اطلاع رسانی راجع کارهای هنری خود میپردازد.